# 阿尔皮诺
阿尔皮诺（義大利語：Arpino），是意大利拉齐奥大区弗罗西诺内省的一个市镇。总面积55.96平方公里，人口7569人，人口密度135.3人/平方公里（2009年）。ISTAT代码为060010。

## 名人
- 西塞罗